# Asperula biebersteinii
Asperula biebersteinii är en måreväxtart som beskrevs av V.I. Kreczetowicz. Asperula biebersteinii ingår i släktet färgmåror, och familjen måreväxter. Inga underarter finns listade i Catalogue of Life.